# Aridelus absonus
Aridelus absonus är en stekelart som beskrevs av T.C. Narendran och Sheeba 2007. Aridelus absonus ingår i släktet Aridelus och familjen bracksteklar. Inga underarter finns listade.